# (671087) 2014 FY71
2014 FY71 ist ein großes transneptunisches Objekt im Kuipergürtel, das bahndynamisch als Scattered Disk Object (SDO) eingestuft wird. Aufgrund seiner Größe ist der Asteroid ein Zwergplanetenkandidat.

## Entdeckung
2014 FY71 wurde am 28. März 2014 von Scott Sheppard und Chad Trujillo, mit dem 4,0–m–Víctor M. Blanco–Teleskop (DECam) am Cerro Tololo-Observatorium (Chile) entdeckt. Die Entdeckung wurde am 7. Mai 2015 bekanntgegeben.
Nach seiner Entdeckung ließ sich 2014 FY71 auf Fotos bis zum 12. März 2010, die im Rahmen des Pan-STARRS-Projekts am Haleakalā-Observatorium (Maui) gemacht wurden, zurückgehend identifizieren und so seinen Beobachtungszeitraum um vier Jahre verlängern, um so seine Umlaufbahn genauer zu berechnen. Im September 2018 lagen insgesamt 143 Beobachtungen über einen Zeitraum von 9 Jahren vor. Die bisher letzte Beobachtung wurde im April 2018 am Lowell-Observatorium durchgeführt. (Stand 6. März 2019)

## Eigenschaften

### Umlaufbahn
2014 FY71 umkreist die Sonne in 287,87 Jahren auf einer leicht elliptischen Umlaufbahn zwischen 34,62 AE und 52,58 AE Abstand zu deren Zentrum. Die Bahnexzentrizität beträgt 0,206, die Bahn ist 18,52° gegenüber der Ekliptik geneigt. Derzeit ist der Planetoid 39,20 AE von der Sonne entfernt. Das Perihel durchlief er das letzte Mal 1978, der nächste Periheldurchlauf dürfte also im Jahre 2266 erfolgen.
Marc Buie (DES) klassifiziert den Planetoiden als SDO, während vom Minor Planet Center keine spezifische Einstufung existiert; letzteres ordnet ihn als Nicht–SDO und allgemein als «Distant Object» ein. Das Johnston’s Archive führt es als «other TNO» auf, was bedeutet, dass es mit Sicherheit kein Cubewano oder Resonantes KBO ist.

### Größe
Derzeit wird von einem Durchmesser von 447 km ausgegangen, basierend auf einem Rückstrahlvermögen von 6 % und einer absoluten Helligkeit von 5,5 m. Ausgehend von einem Durchmesser von 447 km ergibt sich eine Gesamtoberfläche von etwa 628.000 km². Die scheinbare Helligkeit von 2014 CO23 beträgt 21,48 m.
Da anzunehmen ist, dass sich 2014 FY71 aufgrund seiner Größe im hydrostatischen Gleichgewicht befindet und somit weitgehend rund sein muss, sollte er die Kriterien für eine Einstufung als Zwergplanet erfüllen. Mike Brown geht davon aus, dass es sich bei 2014 FY71 möglicherweise um einen Zwergplaneten handelt.
| Jahr                                         | Abmessungen km | Quelle   |
| -------------------------------------------- | -------------- | -------- |
| 2018                                         | 368,0          | Johnston |
| 2018                                         | 447,0          | Brown    |
| Die präziseste Bestimmung ist fett markiert. |                |          |